# James Clerk Maxwell Telescope

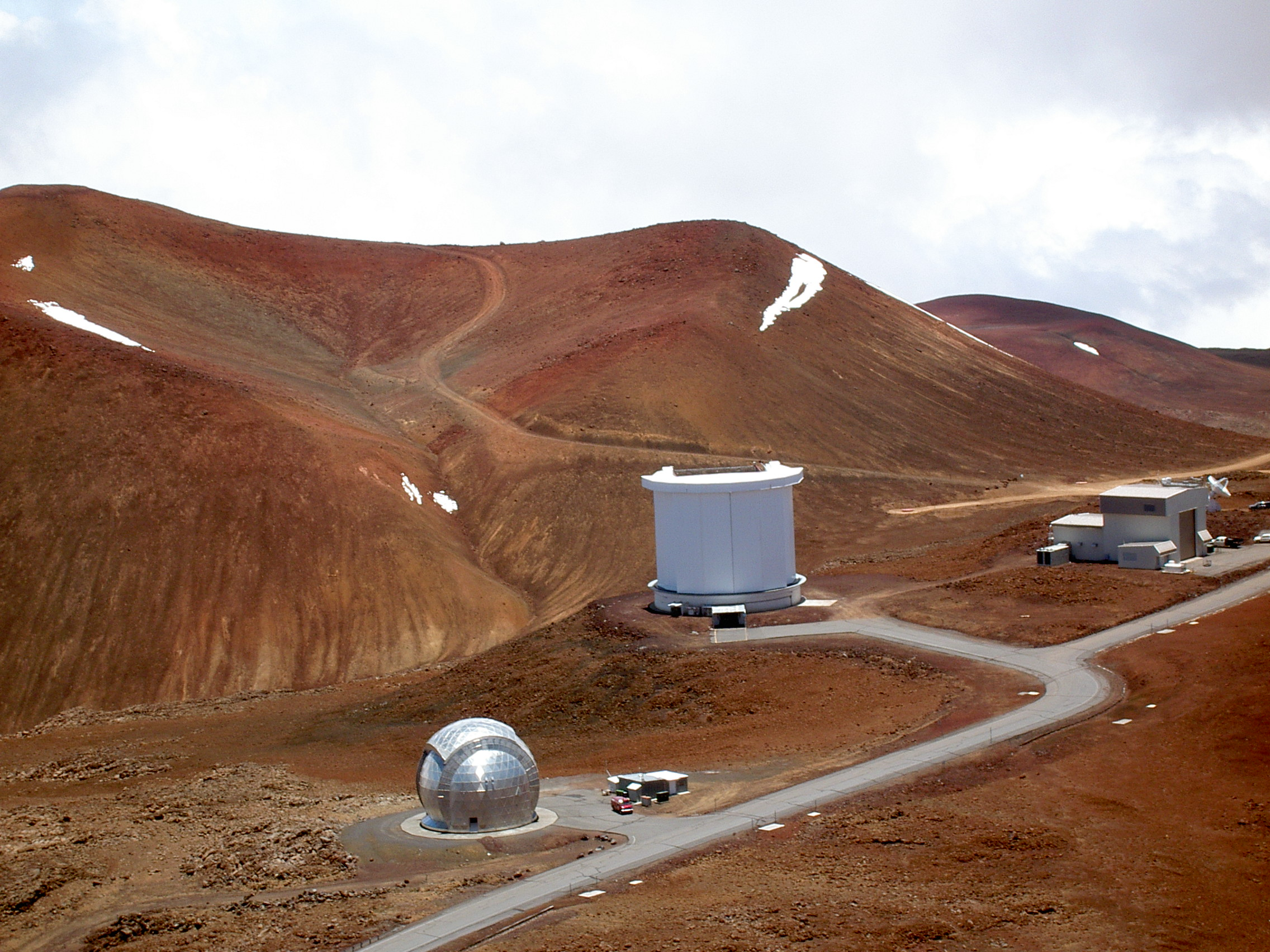
Das JCMT Radioteleskop, in der Mitte zwischen dem Caltech Submillimeter Observatory und dem Betriebsgebäude des Submillimeter Array

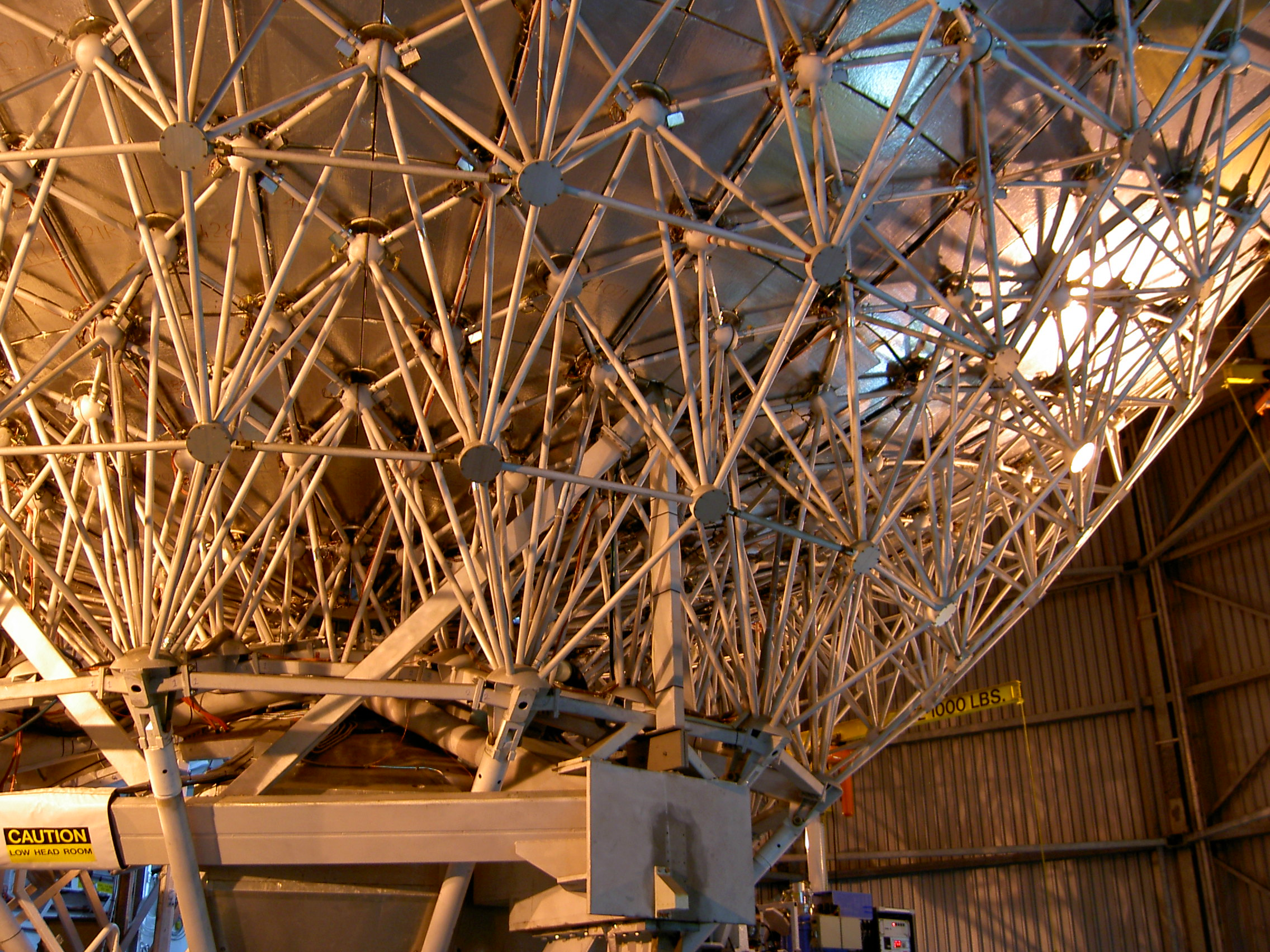
Rückseite des 15 Meter großen Parabolreflektors, die Stützverstrebungen sind deutlich zu erkennen

Das James Clerk Maxwell Telescope (JCMT) ist ein Radioteleskop für Wellenlängen im Submillimeterbereich mit einer 15 Meter durchmessenden Empfangsantenne im Mauna-Kea-Observatorium in Hawaii. Es ist das weltgrößte Radioteleskop, welches auf diesen Wellenlängenbereich spezialisiert ist. Es gibt eine Reihe Instrumente für verschiedene Frequenzbereiche. Es wird für Untersuchungen des Sonnensystems, der interstellaren Materie, sowie entfernter Galaxien verwendet.
Das JCMT entstand durch eine Kooperation zwischen Großbritannien, Kanada und den Niederlanden und ging 1987 in Betrieb. Es erhielt seinen Namen zu Ehren des schottischen Physikers James Clerk Maxwell. Es wird jetzt von dem East Asian Observatory gesteuert. Im Verbund mit dem Caltech Submillimeter Observatory wurde erstmals ein Submillimeter-Interferometer geschaffen. Dieses erfolgreiche Experiment legte den Grundstein für das Submillimeter Array und das Atacama-Large-Millimeter-Array-Interferometer.
Es ist Teil des Event Horizon Telescope (EHT) Projekts und war eines der Teleskope des weltweiten Netzwerks aus acht Radioteleskopen, mit dem 2017 (veröffentlicht im April 2019) die ersten direkten Bilder eines schwarzen Lochs (des supermassiven schwarzen Lochs in M 87) gelangen.

## Referenzen
1. ↑  W.S. Holland et al., SCUBA: a common-user submillimetre camera operating on the James Clerk Maxwell Telescope, Monthly Notices of the Royal Astronomical Society: Letters Volume 303 Issue 4, Seiten 659–672, 2002, doi:10.1046/j.1365-8711.1999.02111.x

Koordinaten: 19° 49′ 22,3″ N, 155° 28′ 38,4″ W